# 鋼橋

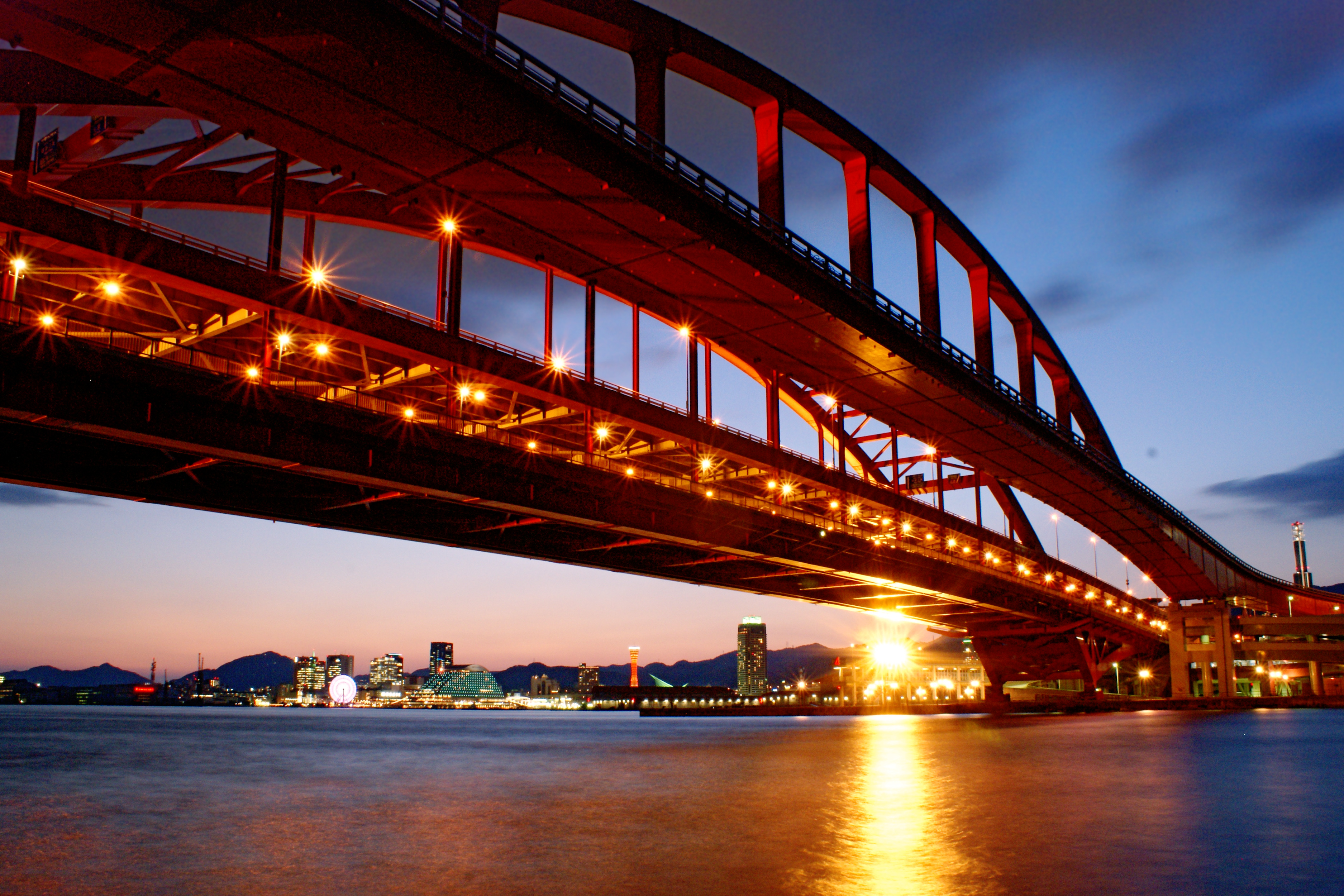
ダブルデッキアーチ型鋼橋（神戸大橋、2006年9月撮影）

鋼橋（こうきょう）は主要部材に鋼を用いた橋である。

## 概要
橋の主要部材は主桁、主構、アーチリブなどであり、鋼橋ではそれらの部材に鋼が用いられる。鋼は鉄に0.2%程度の炭素とそのほかの添加元素を加えた合金であり、純鉄に比べてねばり強さがある。
主桁が鋼で、車両や人が通行する床版がコンクリートからなる桁橋のうち、主桁と床版が強く結合され一体で荷重に抵抗する場合は合成桁橋と呼ばれ、複合橋に分類される場合がある。
鋼はコンクリートに比べて比強度が高い、すなわち橋を軽くすることができるので、支間長の長い橋には鋼がよく使われる。一方、コンクリート橋と比べて部材の断面が薄く、あるいは細いため、座屈や振動への配慮が必要となる。座屈は圧縮荷重によって材料の強度に達する前に大きな変形が起こる現象で、鋼橋の主桁では補剛材を設けることで防ぐ。また、橋を通行する車両によって主桁の腹板が振動し、騒音や低周波音の原因となることもある。また、鋼材を使っていることから腐食（錆）への対策も必要で、一般的には塗装によって腐食を防ぐほか、耐候性鋼と呼ばれる特殊な鋼材を用いたり、めっきや金属溶射などの技術を使うこともある。

## 鉄橋との違い
鋼の生産・利用技術が発達していなかった時代には、橋は鋼ではなく鉄で作られていた。そのため、その名残として鋼橋が「鉄橋」と呼ばれる場合もある。だが、2020年現在、主要部材に鋼ではなく鉄を使用した橋はほとんど存在しない。

## 日本の鋼橋
Category:日本の鋼橋 を参照。
日本で最初の「鉄橋」は1868年（慶応4年）に長崎で架けられた橋長21.8メートルの「くろがね橋（初代）」とされ、日本初の「鋼橋」は1914年（大正3年）東京都品川区に建設された「タイドアーチ橋（旧八ツ山橋）」とされている。また、初めて道路橋に鋼を使用したのは関東大震災後の1926年（大正15年）、隅田川に鋼製のトラス橋として改架された永代橋とされる。
なお、日本橋梁建設協会ウェブサイトが提供する「橋梁年鑑データベース」で、全国の主要な鋼橋の諸元を検索することが出来る。

## ギャラリー

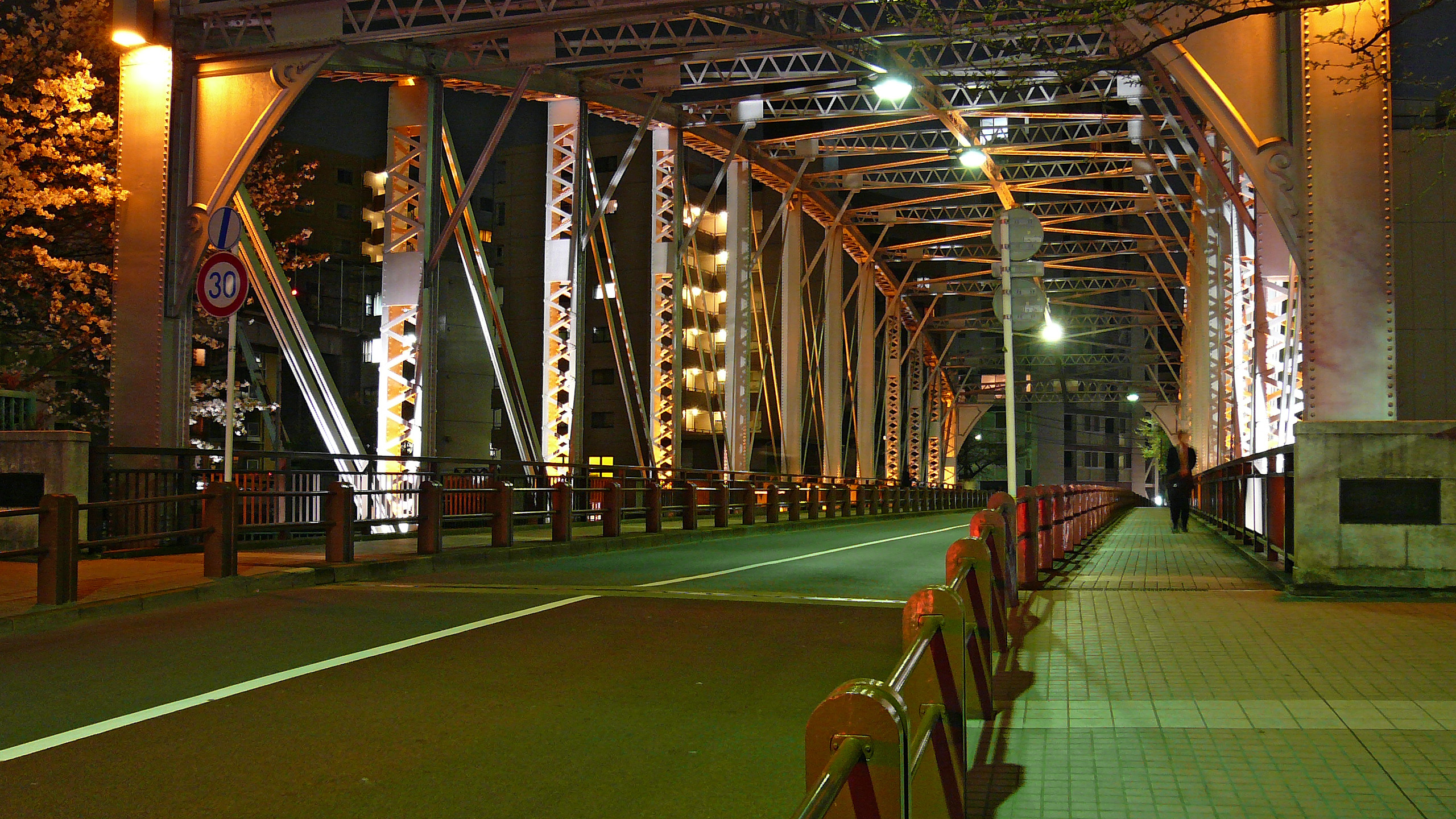
南高橋（東京都中央区）
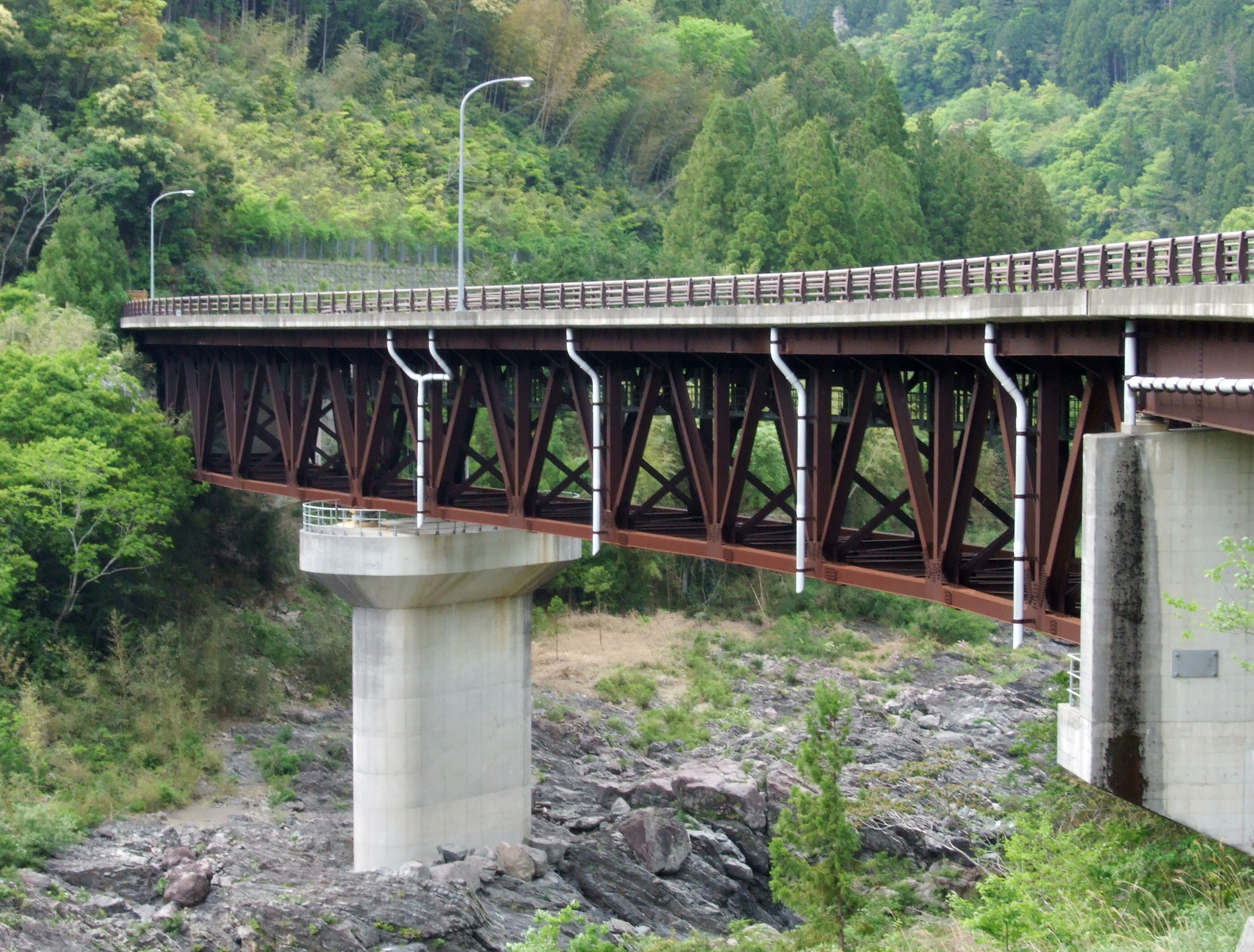
耐候性鋼材を使用した八百轟橋（国道439号・高知県）